# Lartigue (Gironde)
Lartigue (gaskognisch L’Artiga) ist eine französische Gemeinde mit 41 Einwohnern (Stand: 1. Januar 2022) im Département Gironde in der Region Nouvelle-Aquitaine; sie gehört zum Arrondissement Langon und zum Kanton Le Sud-Gironde. Die Einwohner werden Lartiguais genannt.

## Geografie
Lartigue liegt etwa 77 Kilometer südsüdöstlich von Bordeaux. Sie grenzt im Norden und Westen an Saint-Michel-de-Castelnau, im Osten an Pindères, im Süden an Allons sowie im Westen und Südwesten an Giscos.

## Bevölkerungsentwicklung
| Jahr                      | 1962 | 1968 | 1975 | 1982 | 1990 | 1999 | 2006 | 2013 |
| Einwohner                 | 100  | 93   | 67   | 61   | 40   | 41   | 55   | 46   |
| Quelle: Cassini und INSEE |      |      |      |      |      |      |      |      |

## Sehenswürdigkeiten
- Kirche Saint-Romain

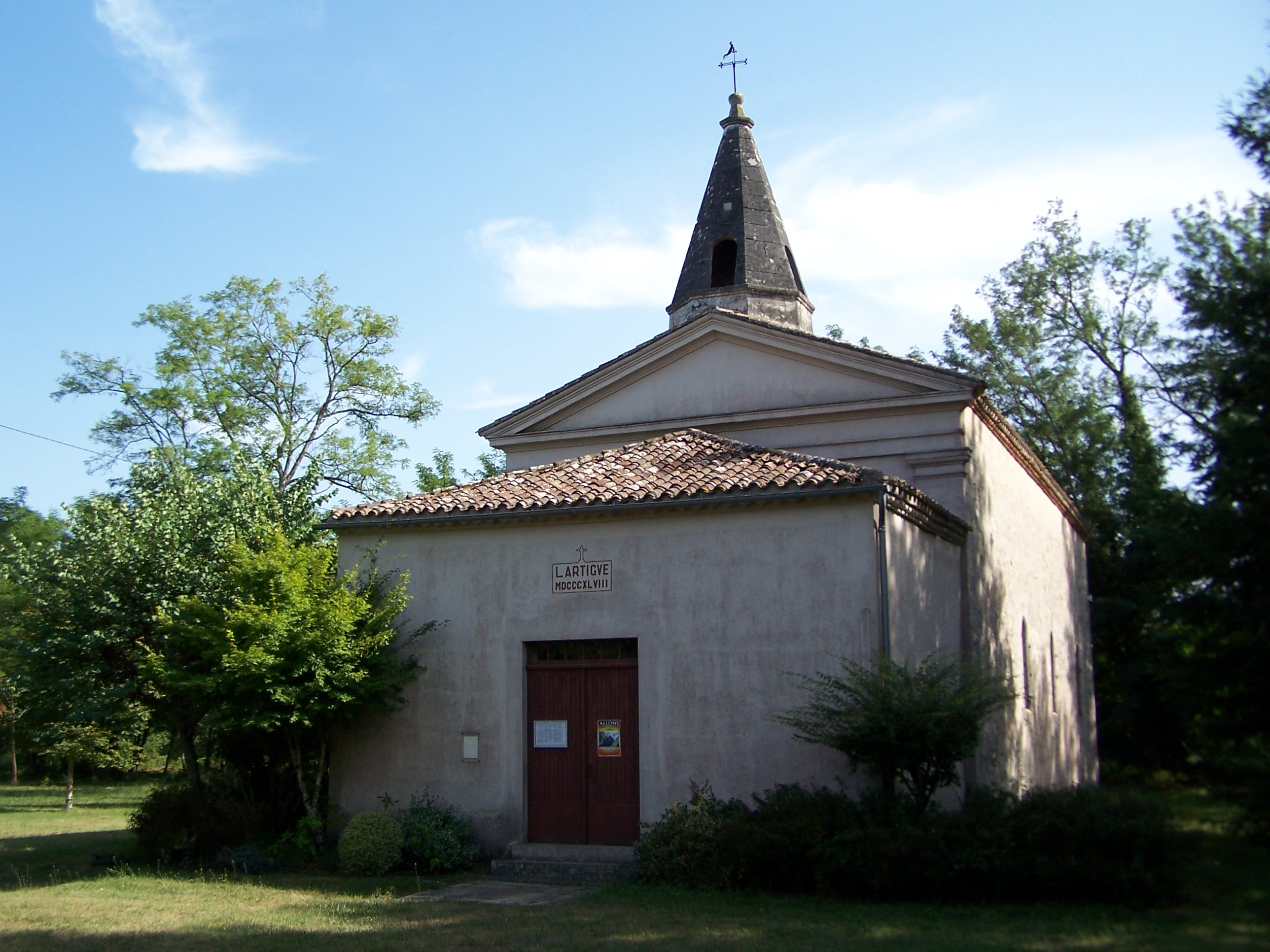
Kirche Saint-Romain

- Métairie (Pachthof), Monument historique